# 쩐반하이
쩐반하이(베트남어: Trần Văn Hai, 1925년 - 1975년)는 베트남 공화국 육군 소속의 군인으로, 그의 최종 계급은 준장이었다. 1975년 4월 30일 베트남 공화국이 북부 베트남에 의해 멸망하자, 몇 일 뒤인 5월 2일 새벽 약물을 먹고 자살했다.

## 생애

### 1975년
1975년 4월 30일 사이공 함락이 일어나기 약 1주 전, 응우옌반티에우 대통령이 직접 전용 비행기를 타고서 베트남을 떠나기 전 그를 배웅하려 왔으나 쩐반하이는 이를 거절했다.
4월 30일 오후, 베트남 공화국의 모든 군대는 즈엉반민 대통령의 명령에 의하여 해체되었다. 5월 1일 자정, 그는 옵탈리던(Optalidon) 20정을 먹고 약물 자살했다. 그의 시체는 밤에 돌아온 그의 어머니와 남동생에 의해 발견되었다. 가족들에 의해 5월 2일 호찌민시에 있는 빈응이임절 공동묘지(Nghĩa trang Chùa Vĩnh Nghiêm)에 안장되었다.
생전 그는 청렴한 장군 중 하나로, 자신의 부대에 소속된 병사들의 생활을 잘 챙겨주었다고 평가받았다.